# کاربیس گودریان
کاربیس گوردیان (ارمنی: Կարպիս Գորդեան؛ ۱۵ فوریهٔ ۱۹۳۸ – ۲۳ اوت ۲۰۰۹) فیلسوف و نظریه‌پرداز سیاسی اهل ارمنستان بود.

## زندگی‌نامه
در ۱۵ فوریهٔ ۱۹۳۸ در کسب به دنیا آمد. وی در سال ۱۹۶۶ با مدرک پی‌اچ‌دی فلسفه از دانشگاه وین فارغ‌التحصیل شد. استاد راهنما پایان‌نامه وی ویلهلم فون هومبولت بود. گوردیان در دانشگاه کالیفرنیا، برکلی، دانشگاه مک‌گیل، دانشگاه لاوال، کالج بالیول، آکسفورد، آکادمی هنرهای زیبای وین و از سال ۱۹۶۸ تا ۱۹۹۵ در دانشگاه مونترآل تدریس نمود. وی یکی از بنیانگذاران انستیتو زوریان یک سازمان ناسودبر مستقر در وین بود. گوردیان شدیداً تحت تأثیر ماکس وبر قرار داشت. گوردیان مسلط به زبان‌های ارمنی غربی، فرانسوی آلمانی و انگلیسی بود. وی در ۲۳ اوت ۲۰۰۹ در سن ۷۱ سالگی در پاریس درگذشت.